# フレディ・ヤング
フレディ・ヤング（Freddie Young OBE, 1902年10月9日 - 1998年12月1日）は、イギリス・ロンドン出身の映画撮影監督。イギリスでもっとも著名な撮影監督の一人で、デヴィッド・リーン監督の『アラビアのロレンス』『ドクトル・ジバゴ』『ライアンの娘』の3本でアカデミー撮影賞を受賞している。また、1970年に大英帝国勲章を授与されている。

## 主な作品
- チップス先生さようなら Goodbye, Mr. Chips（1939年）
- 潜水艦轟沈す 49th Parallel（1941年）
- シーザーとクレオパトラ Caesar and Cleopatra（1945年）
- 宝島 Treasure Island（1950年）
- 黒騎士 Ivanhoe（1952年）
- 円卓の騎士 Knights of the Round Table（1953年）
- モガンボ Mogambo（1953年）
- ボワニー分岐点 Bhowani Junction（1956年）
- 舞踏への招待 Invitation to the Dance（1956年）
- 炎の人ゴッホ Van Gogh: Darkness Into Light（1956年）
- 無分別 Indiscreet（1958年）
- 六番目の幸福 The Inn of the Sixth Happiness（1958年）
- ソロモンとシバの女王 Solomon and Sheba（1959年）
- アラビアのロレンス Lawrence of Arabia（1962年）
- ドクトル・ジバゴ Doctor Zhivago（1965年）
- 007は二度死ぬ You Only Live Twice（1967年）
- 空軍大戦略 Battle of Britain（1969年）
- ライアンの娘 Ryan's Daughter（1970年）
- ニコライとアレクサンドラ Nicholas and Alexandra（1971年）
- 華麗なる相続人 Bloodline（1979年）
- ラフ・カット Rough Cut（1980年）

## エピソード
- 『007は二度死ぬ』を日本で撮影した後、英国海外航空ボーイング707型機911便で帰国する予定だったが、出発2時間前にヤングとルイス・ギルバート、ハリー・サルツマン、アルバート・R・ブロッコリ、ケン・アダムの5人はそれまで都合がつかなかった忍者術の記録映画の披露が急遽行われることになったため搭乗をキャンセルした。鑑賞後、彼らの搭乗予定だった当該便が空中分解によって墜落したと知ると一行は青ざめ、「これが二度目の命だ」と胸を撫で下ろしたという（英国海外航空機空中分解事故を参照）。